# Comuna Klepalî, Burîn
Klepalî (în ucraineană Клепали) este o comună în raionul Burîn, regiunea Sumî, Ucraina, formată din satele Ihorivka și Klepalî (reședința).

## Demografie
Componența lingvistică a comunei Klepalî
     Ucraineană (95,92%)
     Rusă (3,17%)
     Alte limbi (0,68%)
Conform recensământului din 2001, majoritatea populației comunei Klepalî era vorbitoare de ucraineană (95,92%), existând în minoritate și vorbitori de rusă (3,17%).